# اودومتری

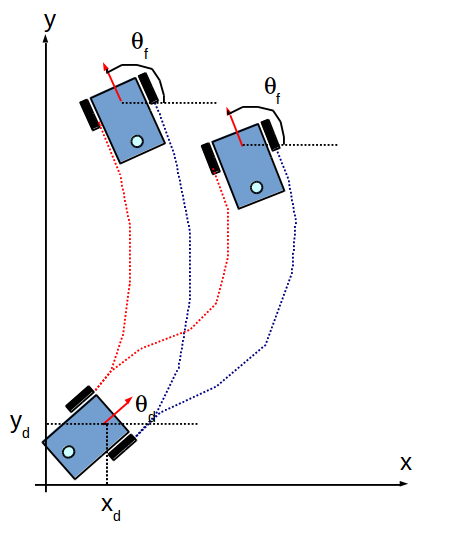
نمایه ادومتری

اودومتری استفاده از داده‌های سنسور در حال حرکت برای برآورد تقریبی از تغییر موقعیت در طول زمان است. از تکنیک اودومتری در برخی از رباتها - چه پادار و چه چرخ دار- به منظور برآورد (و نه تعیین دقیق) موقعیت نسبی آنها نسبت به یک نقطه شروع استفاده می‌شود. این روش حساس به جمع شدن خطا در طول زمان است. جمع‌آوری سریع و دقیق داده‌ها، کالیبراسیون تجهیزات، و پردازش داده‌ها در اغلب موارد مورد نیاز است تا این روش بتواند به طور مؤثر مورد استفاده قرار گیرد.

## لینک های بیشتر
- http://www.seattlerobotics.org/encoder/200108/using_a_pid.html بایگانی‌شده  در ۱۴ آوریل ۲۰۱۱ توسط Wayback Machine
- https://web.archive.org/web/20150215184240/http://simreal.com/content/Odometry
- http://philohome.com/odin/odin.htm